# 英属印度陆军

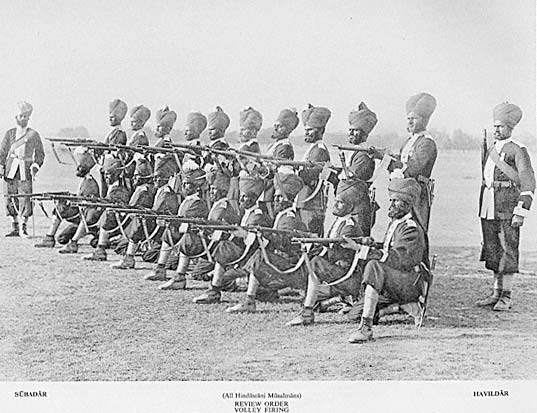
一群印度士兵正在擺出火槍齊射的隊列

英屬印度陆军或稱英屬印度軍，簡稱英印軍（英語：British Indian Army），正式名稱是印度軍（英語：Indian Army）是英属印度时期（1858年－1947年）的英属印度武装部队，是一支印度本土的安全保卫力量，同时也是世界战争和其他舞台的一支武装力量。1903年至1947年间，印度军队由印度人及英国人分别组成编组，前者属于来自印度本土的印度人组成；后者则是出生于英国、派駐印度服役的英国人组成。